# Dassault Systèmes
Pour les articles homonymes, voir Dassault.
Dassault Systèmes est un éditeur de logiciel spécialisé dans la conception 3D, le maquettisme numérique 3D et les solutions pour la gestion du cycle de vie d’un produit (PLM).
Créé en 1981 pour informatiser la conception d'avions, Dassault Systèmes, s'appuyant sur l'idée de « virtualisation du monde », a étendu son activité dans le développement et la commercialisation de logiciels professionnels pour tous les domaines, aussi bien industriels (aéronautique et défense, ingénierie et construction, énergie, biens de consommation, etc.) que concernant, entre autres, l'architecture ou les sciences de la vie.
En 2015, Dassault Systèmes est le premier éditeur de logiciel français quant au chiffre d'affaires et le deuxième européen après l'allemand SAP.
L'entreprise a son siège social à Vélizy-Villacoublay, dans la partie nord du pôle technologique Paris-Saclay.
Le 12 juin 2019, Dassault Systèmes réalise la plus importante opération de l'histoire du groupe en rachetant la société américaine Medidata Solutions, pour 5,8 milliards de dollars.

## Histoire

### Période CAD/CAM
Filiale du Groupe industriel Marcel Dassault, Dassault Systèmes a été créé en 1981 afin de développer de nouvelles générations du logiciel de conception assistée par ordinateur (CAO) CATIA. Si Dassault Systèmes a été fondé en 1981, son activité a réellement commencé en 1977 avec quinze ingénieurs des Avions Marcel Dassault autour de Francis Bernard, ingénieur aérodynamicien, dont la mission était d’apporter de l’aide au processus de construction d’un avion. Alors qu'ils étaient initialement censés développer un logiciel de conception 3D assistée par ordinateur (CAO (CATIA), qui s'appelait alors CATI) pour aider seulement à la conception de plans, les ingénieurs l’ont étendu plus largement pour aider d'autres secteurs industriels.
À la fin de 1980, la rumeur CATIA atteint le sommet de l'entreprise et Marcel Dassault, alors âgé de 88 ans, demanda une démonstration des capacités du logiciel, et s'amusera à créer lui-même une courbe qui restera longtemps célèbre chez les salariés de Dassault Aviation. La société de gestion comprit la vision des ingénieurs et réfléchit à la manière de tirer parti d'une telle innovation. Il fut décidé de créer une nouvelle société pour explorer la CAO et la fabrication assistée par ordinateur (CFAO).
Dassault Systèmes a ainsi commencé en 1981 sous la direction de Francis Bernard avec un seul client (Avions Marcel Dassault). L'entreprise comptait vingt-cinq ingénieurs et aucun commercial. Comme le groupe Dassault était l'un des principaux clients d'IBM en France, un accord fut négocié pour qu’IBM vende CATIA. C'était une licence non exclusive avec un partage des revenus égal et dans le cadre de laquelle CATIA était vendu par IBM comme un produit propre. Cet accord fut extrêmement fructueux pour les deux sociétés et est considéré par des anciens protagonistes de cette époque comme « l'un des facteurs fondamentaux du succès de l'histoire de Dassault Systèmes ».
La notoriété de CATIA a commencé à croître au-delà du secteur de la conception aéronautique, notamment dans celui de l'automobile (BMW, Mercedes et Honda), puis s'est étendu à maintes industries telles que les biens de consommation, les machines-outil et la construction navale. IBM est également devenu un client dans le milieu des années 1980 en déployant CATIA dans son ingénierie et ses usines de fabrication.
Au fil des ans, Dassault Systèmes a amélioré son logiciel et l’a vendu aux États-Unis, au Japon et en Allemagne. Cette croissance rapide a été soutenue par une série d’acquisitions et des partenariats au-delà du cœur de métier de la société, les logiciels 3D CAD/CAM, l'enrichissant de nouveaux produits. En 1992, Dassault Systèmes acquiert CADAM, un logiciel 2D CAD/CAM d’IBM et crée Dassault Systèmes Americas Corp. En 1997, Dassault Systèmes acquiert SolidWorks qui développe des solutions de conception mécanique. En 1998, Dassault Systèmes rachète des actifs de Product Data Management (PDM) d’IBM et établit ENOVIA Corp.

### Période PLM
À la fin du XXe siècle, le CAD/CAM est devenu trop restrictif pour identifier les produits de Dassault Systèmes. Puis, au début des années 2000, le CAD/CAM a été remplacé par PLM, acronyme de Product Lifecycle Management (gestion du cycle de vie d’un produit). De nouvelles marques ont été ajoutées pour aborder toute la gamme PLM : DELMIA pour soutenir l'usine de fabrication, ENOVIA pour favoriser la collaboration interne et avec l'entreprise étendue des clients, SIMULIA pour la simulation et l'analyse, SolidWorks pour la modélisation 3D et 3DVIA pour la visualisation 3D.
En 2000, la marque DELMIA est lancée pour répondre au domaine de la fabrication numérique, à la suite d'une série de trois acquisitions comprenant :
- Robotique Deneb, société américaine spécialisée dans la simulation robotique ;
- SafeWork, entreprise canadienne spécialisée dans la technologie de modélisation humaine ;
- EAI-DELTA, société allemande spécialisée dans les logiciels de gestion des processus de fabrication.

Dans la même année, Dassault Systèmes acquiert également Spatial Technology, société américaine qui développe et commercialise des composants logiciels dont ACIS.
L'État, actionnaire depuis 2001, a vendu en 2003 les 15,74 % qu'il détenait dans la société pour 601 millions d'euros. Le Groupe Dassault détient 42,2 % des parts.
En 2002, Geometric et Dassault Systèmes établissent une coentreprise, 3D PLM Software Solutions, qui est mise en place avec une participation respective de 58 % et 42 %. En 2005, Dassault Systèmes acquiert Abaqus et à partir de cela crée la marque SIMULIA. La même année, acquisition de Virtools. En 2006, Dassault Systèmes acquiert MatrixOne pour créer la nouvelle génération de sa marque ENOVIA. La même année, Dassault Systèmes acquiert également Dynasim, une société suédoise spécialisée dans les logiciels de modélisation et de simulation pour les systèmes embarqués, dans le cadre du développement de sa stratégie CATIA Systems.
En 2007, Dassault Systèmes lance la marque 3DVIA et acquiert également Seemage, un chef de file dans la création de la documentation du produit en 3D interactive, et de là lance sa ligne de produit 3DVIA Composer. Avec la création de la nouvelle marque 3DVIA, Dassault Systèmes commence à entrer dans des applications en ligne. Le PLM 2.0 voit le jour en référence au Web 2.0. Dassault Systèmes utilise les avantages des possibilités d'Internet et introduit le PLM en ligne avec sa plate-forme Version 6. Cette stratégie est suivie par de nombreuses autres acquisitions telles que l'achat d’Exalead en 2010 pour plonger plus profondément dans les technologies de recherche Internet, l’achat de Netvibes en 2012 pour surveiller les médias sociaux grâce à des tableaux de bord et l'achat de Gemcom en 2012 pour modéliser et simuler notre planète. La même année, Dassault Systèmes annonce le premier plan social de son histoire en France avec la fermeture du laboratoire de recherche de Grenoble.
Dassault Systèmes est signataire du Pacte PME en mai 2008. L’entreprise Dassault Systèmes a quitté son siège de Suresnes pour s'installer à Vélizy-Villacoublay en novembre 2008. Ce nouveau siège européen, situé en banlieue sud-ouest de Paris (France), est communément appelé 3DS Paris Campus. Un autre campus a vu le jour en 2011 à Waltham, Massachusetts à l’ouest de Boston (États-Unis) et est appelé 3DS Boston Campus.
En juillet 2017, Dassault Systèmes conclut un contrat d’un milliard de dollars sur 30 ans avec Boeing pour l'utilisation du logiciel 3DExperience.

#### Croissance par acquisition
En 2010, Dassault Systèmes acquiert Exalead, et la même année acquiert aussi les forces de vente et de support d’IBM (tous les contrats de support et près de 700 employés) pour le marché du PLM (Product Lifecycle Management). Dassault Systèmes investit dans le Cloud, en prenant une participation minoritaire dans Outscale, solution de IaaS, fondée par Laurent Seror.
En 2011, Dassault Systèmes acquiert Intercim et Enguinity. Dassault Systèmes et Gehry Technology signent un accord les autorisant chacun à vendre Digital Project à travers leurs propres canaux de ventes.
En 2012, Dassault Systèmes acquiert Netvibes et Gemcom.
En 2013, Dassault Systèmes acquiert Apriso et Realtime Technology.
En 2014, Dassault Systèmes acquiert Accelrys, une entreprise de conception de logiciel pour la chimie et l'industrie pharmaceutique, pour 550 millions d'euros, de cet investissement est née la marque BIOVIA. En juillet, Dassault Systèmes acquiert Quintiq, une entreprise spécialisée dans les logiciels dédiés à la logistique, pour 250 millions d'euros, peu de temps après avoir également acquit l'entreprise de simulation Simpack.
En avril 2015, Dassault Systèmes annonce l'acquisition de Modelon GmbH, entreprise spécialisée dans la modélisation et la simulation de systèmes.
En juillet 2016, Dassault Systèmes annonce l'acquisition de CST, entreprise allemande de 47 M€ de chiffre d'affaires (2015), spécialisée dans la modélisation électro-magnétique pour la somme de 220 millions d'euros. Dassault Systèmes va intégrer les solutions de CST dans son portefeuille d'« Industry Solution Experiences ».
Mi 2017, Dassault Systèmes devient l'actionnaire majoritaire d'Outscale. Fin 2017, Dassault Systèmes acquiert Exa Corporation pour 400 millions de dollars américains.
Fin 2018, Dassault Systèmes acquiert IQMS pour 400 millions de dollars américains.
En juin 2019, Dassault Systèmes annonce l'acquisition de Medidata Solutions pour 5,8 milliards de dollars.
En juillet 2020, Dassault Systèmes acquiert Proxem, spécialiste français des logiciels de traitement sémantique basés sur l'intelligence artificielle.
En novembre 2020, Dassault Systèmes annonce l'acquisition de NuoDB, spécialiste des bases de données SQL distribuées accessibles en mode natif sur le cloud.

## Marques et produits
Dassault Systèmes articule son offre logicielle autour de marques spécifiques à chaque grand domaine applicatif de son marché. Cette stratégie est à l'origine structurée autour des deux produits initiaux de l'éditeur : CATIA pour la conception et fabrication assistées par ordinateur et ENOVIA pour les systèmes de gestion de projets (VPM). Elle a par la suite été renforcée au cours des différentes acquisitions du groupe.
- CATIA, numéro 1 mondial sur son marché, est le principal outil de CAO de l'éditeur, et son application historique. C'est sa solution PLM pour la création collaborative 3D. CATIA prend en charge le processus de développement de produit, depuis sa conception initiale jusqu'à sa mise en service.
- Les produits SolidWorks couvrent les logiciels de conception mécanique 3D, de simulation, gestion des données produit et de collaboration. Ils sont généralement proposés comme une suite de produits, mise à l'échelle des besoins du client. Les clients peuvent choisir d'ajouter d'autres produits SolidWorks qui fournissent des simulations supplémentaires et des fonctionnalités de PDM. Ils sont utilisés par les entreprises dans la machinerie, le médical, les biens de consommations, les outils et moules, les secteurs d'électricité et d’énergie et par les fournisseurs de l'industrie aéronautique et automobile.
- CAA V5, un environnement de développement ouvrant CATIA, DELMIA et ENOVIA à l'extérieur grâce à des interfaces C++ et Java.
- Spatial, représente un ensemble de composants de modélisation et de visualisation 3D. Cette marque est issue de l'acquisition en 2000 du modeleur ACIS, alors propriété d'Autodesk.
- DELMIA, logiciel de simulation d'usine issu pour l'essentiel de l'acquisition de Deneb, Delta et Safework. DELMIA couvre les logiciels de fabrication numérique de l’entreprise du PLM. Il permet aux fabricants de définir, planifier, créer, surveiller et contrôler virtuellement tous les processus de production, depuis le début des processus de planification et de simulation d'assemblage jusqu’à la définition complète de l'installation de production et l'équipement.
- ENOVIA pour la gestion collaborative et globale du cycle de vie (le PLM), avec historiquement VPM (Virtual Product Management : Système de gestion de produit) puis son successeur VPLM, DMU, auxquels se sont rajoutés SmarTeam puis MatrixOne. ENOVIA fournit le cadre de collaboration pour l’entreprise des logiciels PLM. Il s'agit d'un environnement en ligne qui implique des créateurs, des collaborateurs et des consommateurs dans le cycle de vie du produit.
- SIMULIA pour la simulation et les tests virtuels, issue de l'acquisition de la société Abaqus en 2005. SIMULIA automatise les processus standards de simulation, les déploie dans toutes les organisations, distribue les charges de travail sur les ressources informatiques et gère les résultats de la simulation pour améliorer la prise de décision collaborative. Il est conçu pour répondre aux besoins des entreprises avec des logiciels de produit réaliste et de procédés de simulation pour réaliser des simulations réalistes plus facilement accessibles grâce aux applications de simulation intégrées et collaboratives.
- 3DVIA pour la démocratisation de l'usage de la 3D (« 3D comme média »). Cette marque se décompose en trois produits principaux :
  - 3DVIA Studio, logiciel permettant de travailler de façon collaborative afin de produire des expériences de haut niveau et de les publier sur des plateformes multiples (PC, Mac) ;
  - 3DVIA Composer, permet aux utilisateurs de diffuser des procédures d'assemblage, des illustrations techniques et du matériel de marketing en utilisant des images 3D et d'autres données 3D qui restent compatibles avec les données produits ;
  - 3DVIA.com est un site communautaire en ligne regroupant des artistes et des passionnés pour trouver, partager et créer des contenus numériques 3D. Le site met en valeur les expériences 3D interactives.
- Exalead est une infrastructure pour les moteurs de recherche avec des applications orientées recherche d'information pour l'entreprise et le Web.
- DraftSight est un programme de CAO en 2D pour les particuliers, compatible avec le format .DWG. Il est compatible Windows, Linux, et Mac.
- Netvibes fournit des tableaux de bord intelligents pour suivre et gérer l'information du Web en temps réel.
- GEOVIA délivre des solutions logicielles minières.
- 3DSwYm est une plateforme sociale pour partager l'information interne et externe.
- BIOVIA apporte des solutions d'innovation scientifique dans les domaines de la biosphère et des matériaux (gestion des données scientifiques, modélisation et simulation des molécules, des matériaux et des comportements biologiques, informatique chimique et biologique, biologie des systèmes et thérapeutique intégrée, recherche en réseau, gestion du laboratoire d'entreprise, gestion de la réglementation et de la qualité, maîtrise des processus de collaboration, gestion des inventaires de produits chimiques).
- 3DEXCITE, fournit aux professionnels des solutions de visualisation en temps réel pour créer des expériences numériques, interactives, marketing et commerciales.
- Outscale, l'éditeur du logiciel TINA d'orchestration de Cloud, qui fournit des solutions de Cloud Public, Hybride et Privé, notamment pour faire tourner les applications SaaS de Dassault Système, la 3DExperience.
- 3DEXPERIENCE Make et Partsupply, plateformes ayant pour vocation de connecter des designers et des fabricants (impressions 3D, usinage, découpe laser, etc.)[30].

## Campus Dassault Systèmes
Dassault Systèmes possède trois sites principaux :

### Campus européen
Le siège social de Dassault Systèmes est situé en France à Vélizy-Villacoublay, au sud-ouest de la banlieue de Paris. Le cadre de travail est constitué de six bâtiments HQE (haute qualité environnementale) sur un terrain de 45 000 m2. Ce complexe est souvent appelé « Campus Dassault Systèmes »,, en allusion à son aspect et sa convivialité et est aussi nommé « 3DS Campus Paris ». Quatre d’entre eux sont identifiés d'après l'un des quatre principaux éléments (Eau, Terre, Air, Feu), auxquels s’ajoutent "Terre Europa" et les bâtiments "Métal" et "Bois" inaugurés respectivement en juin 2017 et janvier 2024. L’un des bâtiments abrite ce qu'on appelle le « LIVES » (Lifelike Immersive Virtual Experience Space) qui est un centre de démonstration équipé de technologies de réalité virtuelle.

### Campus américain
Le siège de Dassault Systèmes en Amérique se situe à Waltham, Massachusetts à l’ouest de Boston, États-Unis. Huit cents employés et entrepreneurs travaillent dans un bâtiment conçu en forme d’arc et dont la consommation d'énergie est réduite de 29 %. Localisé dans un espace vert d'environ 110 000 m2, ce campus est identifié par « 3DS Campus Boston » par l'entreprise.

### Siège asiatique
Le siège de Dassault Systèmes en Asie se situe à Shanghai en Chine.

## Participations
La liste ci-dessous présente les principales filiales de l’entreprise et indique également le pourcentage de participation au capital et des droits de vote détenus directement ou indirectement par Dassault Systèmes SA.
- Dassault Data Services SAS (France) – 95 %
- Dassault Systèmes Americas Corp. (États-Unis) – 100 %
- Exalead SA (France) – 100 %
- Dassault Systèmes Services LLC (États-Unis) – 100 %
- Dassault Systèmes Deutschland GmbH (Allemagne) – 100 %
- Dassault Systèmes SolidWorks Corp. (États-Unis) – 100 %
- Dassault Systèmes K.K. (Japon) – 100 %
- Dassault Systèmes Enovia Corp. (États-Unis) – 100 %
- SolidWorks Japan K.K. (Japon) – 100 %
- Dassault Systèmes Delmia Corp. (États-Unis) – 100 %
- Dassault Systèmes Korea Corp. (Corée) – 100 %
- Dassault Systèmes Simulia Corp. (États-Unis) – 100 %

## Direction de l'entreprise
- Président du conseil d'administration : Bernard Charlès
- Directeur général : Pascal Daloz
- Directeur financier : Rouven Bergmann
- Directrice de la recherche et du développement : Florence Hu-Aubigny

## Données financières
Dassault Systèmes est le premier éditeur de logiciel français quant au chiffre d'affaires, celui-ci étant cinq fois plus important que celui du second.
| Année | Chiffre d'affaires | Résultat net part du groupe | Capitaux propres |
| ----- | ------------------ | --------------------------- | ---------------- |
| 2022  | 5 670              | 932                         | 7 311            |
| 2021  | 4 860              | 774                         | 6 197            |
| 2020  | 4 452              | 491                         | 5 061            |
| 2019  | 4 018              | 615                         | 5 209            |
| 2018  | 3 477              | 569                         | 4 562            |
| 2017  | 3 228              | 519                         | 3 994            |
| 2016  | 3 056              | 447                         | 3 860            |
| 2015  | 2 839              | 402                         | 3 469            |
| 2014  | 2 294              | 291                         | 2 944            |
| 2013  | 2 066              | 352                         | 2 611            |
| 2012  | 2 028              | 335                         | 2 337            |
| 2011  | 1 783              | 289                         | 2 066            |
| 2010  | 1 564              | 221                         | 1 790            |
| 2009  | 1 251              | 170                         | 1 448            |
| 2008  | 1 335              | 200                         | 1 309            |
| 2007  | 1 259              | 177                         | 1 117            |
| 2006  | 1 158              | 174                         | 1 013            |
| 2005  | 935                | 156                         | 886              |
| 2004  | 797                | 144                         | 700              |
| 2003  | 755                | 114                         | 605              |
| 2002  | 774                | 106                         | 588              |

## Actionnaires
Liste des principaux actionnaires au 28 avril 2022 :
| Actionnaire                                     | %      |
| ----------------------------------------------- | ------ |
| Famille Dassault                                | 40,1 % |
| Charles Edelstenne                              | 5,96 % |
| Bernard Charlès                                 | 1,72 % |
| Dassault Systèmes (autodétention)               | 1,50 % |
| The Vanguard Group                              | 1,28 % |
| Covéa Finance                                   | 1,11 % |
| BlackRock Investment Management (UK)            | 1,05 % |
| Fidelity Management & Research                  | 1,00 % |
| Capital Research & Management (World Investors) | 0,92 % |
| MFS International (UK)                          | 0,91 % |